# Pablo Domínguez Prieto
Pablo Domínguez Prieto (Madrid, 3 de julio de 1966-Moncayo, 15 de febrero de 2009) fue un sacerdote diocesano, filósofo y teólogo español, y decano de la Facultad de Teología San Dámaso de Madrid. Impulsó, así mismo, la fundación de la Facultad de Filosofía San Dámaso de Madrid. Ambas instituciones se encuentran en la actualidad englobadas en la Universidad Eclesiástica San Dámaso

## Biografía
Estudió en San Dámaso entre 1984 y 1989 y fue ordenado sacerdote en 1991. Continuó sus estudios de filosofía en la Universidad de Münster, en la Universidad Pontificia Comillas y en la Universidad Complutense de Madrid. En esta última obtuvo un doctorado y trabajó como capellán. Ejerció como catedrático de Filosofía sistemática en San Dámaso desde 1998.
Como filósofo y teólogo impartió numerosos cursos y conferencias y escribió varios artículos y libros. Fue miembro del consejo de redacción de la revista Communio y de la Revista española de teología, así como colaborador asiduo del programa La linterna de la Iglesia en la cadena Cope. Además, fue profesor invitado en varias universidades, como la de Alcalá de Henares, la Facultad de Teología del Callao (Perú) y el Seminario Redemptoris Mater de Ámsterdam.
Muy aficionado al montañismo, falleció en un accidente en el Moncayo junto con Sara de Jesús Gómez, profesora de la Universidad Francisco de Vitoria. En 2010 se publicó su «testamento espiritual», Hasta la cumbre (ISBN 978-84-285-3534-2), que recoge las conferencias que dio antes de morir en el Monasterio de Santa María de la Caridad, en Tulebras (Navarra).
El documental La última cima, dirigido por Juan Manuel Cotelo y estrenado el 3 de junio de 2010, relata su vida. Fue un éxito en España y algunas ciudades de Latinoamérica.
El aula principal de conferencias de la Universidad San Dámaso de Madrid, en la planta baja de su sede central en la calle Jerte, lleva su nombre.

## Obra (selección)
- Indeterminación y Verdad (1995) ISBN 84-87169-75-9)
- Concepción de la polivalencia Lógica en la Escuela de Varsovia (2001) ISBN 84-8466-212-8
- Teoría del contorno lógico (1999) ISBN 84-95258-02-1
- Lógica Modal y Ontología (2001) ISBN 84-95258-06-4